# 雅各布·韦尼迪
雅各布·韦尼迪（德語：Jacob Venedey；1805年5月24日—1871年2月8日）是德国革命家、新闻记者兼作家，出生于科隆，去世于奥伯韦勒。

## 生平
1824年—1827年，他在海德堡大学和波恩大学求学。韦内代曾在其父的法律事务所工作。求学期间加入学生兄弟会组织。1830年代初开始发表著作，参与在诺伊施塔特安德魏恩斯特拉瑟举行的争取德国统一自由的示威活动，屡遭当局迫害。1832年9月在曼海姆被捕入狱，除示威罪名外还被指控违反新闻法及兄弟会成员身份。
1833年加入南锡共济会分会"圣让·德耶路撒冷"。1837年在巴黎为共济会兄弟路德维希·伯尔纳致悼词。
越狱后流亡斯特拉斯堡，与其他德国流亡者共同创立流亡者同盟并担任重要职务。该组织以建立自由德国政权为目标，韦内代代表右翼资产阶级自由派，与社会主义领袖特奥多尔·舒斯特尔不同，他较少关注社会问题，认为民主制度确立后这些问题将自然解决。
担任《奥格斯堡汇报》与《莱比锡汇报》驻巴黎记者。因出版杂志《流亡者》遭驱逐至勒阿弗尔。其著作获法兰西学术院好评（德译本名《罗马精神·基督教精神·日耳曼精神》，1840年法兰克福出版）后，经雅克·阿拉戈与弗朗索瓦·米涅斡旋获准在巴黎自由居留，期间结识海因里希·海涅。

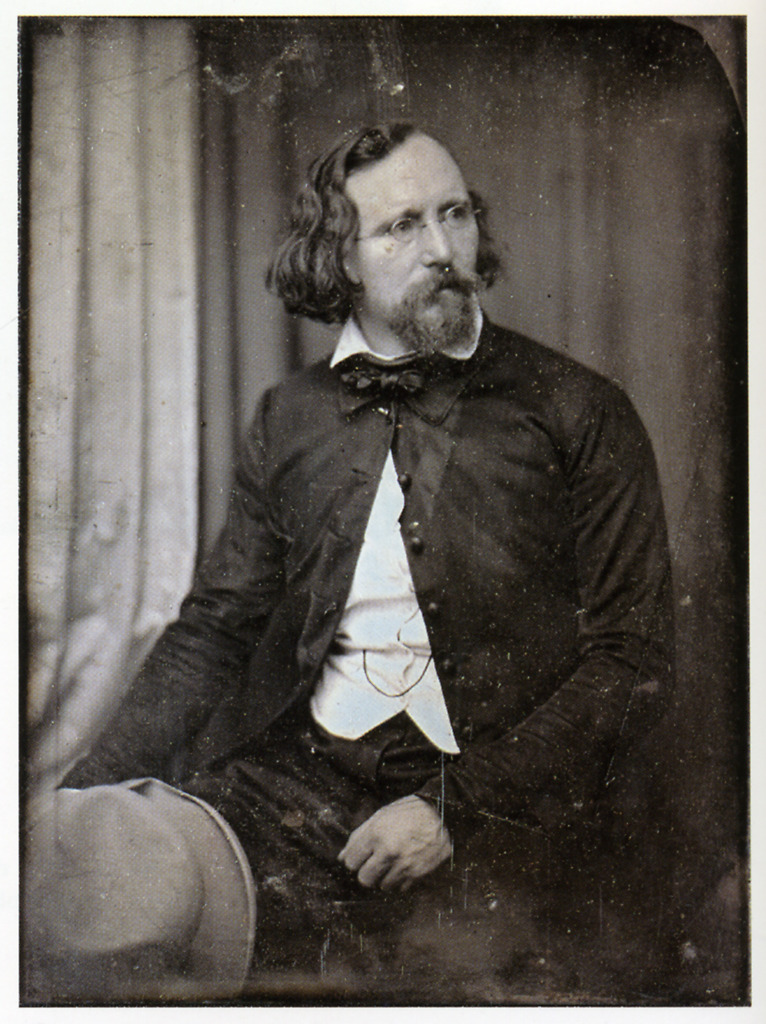
赫尔曼·比奥1848年摄制韦内代银版肖像

1848年重返德国，担任临时议会及法兰克福国民议会左翼领袖，致力于德国政治统一，反对分离主义及普鲁士主导权。普奥意战争后反对普鲁士霸权。
1840年代参与罗特克-韦尔克政治辞典首版及再版编撰。1848年当选德意志预备议会及法兰克福国民议会议员。
1850年以战地记者身份参与普丹战争。遭普鲁士政府驱逐出柏林和布雷斯劳后，1852年迁居波恩，1853年移居苏黎世。1855年以自由作家身份返德，先居海德堡，1858年起定居巴登韦勒。

## 著作
- 《普鲁士莱茵省的陪审法庭》，科隆 1830年
- 《诺曼底游历札记》，1838年
- 《普鲁士与普鲁士精神》，曼海姆 1839年
- 《从语言与谚语精神看德法民族》，海德堡温特出版社1842年
- 《揭开面纱的真理：一位德国流亡者手记》，巴黎 1843年
- 《马基雅维利、孟德斯鸠、卢梭》，弗兰茨·邓克尔出版社柏林1850年